# Santiago de Anchucaya (distrito)
O Distrito peruano de Santiago de Anchucaya é um dos trinta e dois distritos que formam a Província de Huarochirí, situada no Departamento de Lima, pertencente a Região Lima, na zona central do Peru.

## Transporte
O distrito de Santiago de Anchucaya não é servido pelo sistema de estradas terrestres do Peru.